# Чудельська сільська рада
Чудельська сільська́ ра́да — колишній орган місцевого самоврядування в Сарненському районі Рівненської області. Адміністративний центр — село Чудель.

## Загальні відомості
- Чудельська сільська рада утворена в 1577 році.
- Територія ради: 77,625 км²
- Населення ради: 3 139 осіб (станом на 2001 рік)
- Територією ради протікає річка Случ.

## Населені пункти
Сільській раді підпорядковані населені пункти:
- с. Чудель
- с. Дубняки
- с. Зарів'я

## Склад ради
Рада складається з 20 депутатів та голови.
- Голова ради: Жук Володимир Тихонович
- Секретар ради: Мельник Оксана Володимирівна

### Керівний склад попередніх скликань
| Прізвище, ім'я, по батькові | Основні відомості                                                                                  | Дата обрання | Дата звільнення |
| --------------------------- | -------------------------------------------------------------------------------------------------- | ------------ | --------------- |
| Жук Володимир Тихонович     | Сільський голова, 1974 року народження, освіта вища, член Всеукраїнського об'єднання «Батьківщина» | 26.03.2006   | 31.10.2010      |
| Жук Володимир Тихонович     | Сільський голова, 1974 року народження, освіта вища, член Всеукраїнського об'єднання «Батьківщина» | 31.10.2010   |                 |

Примітка: таблиця складена за даними сайту Верховної Ради України